# شهرستان وودروی-سولانژ
شهرستان وودروی-سولانژ (به انگلیسی: Vaudreuil-Soulanges Regional County Municipality) یک سکونتگاه مسکونی در کانادا است که در Montérégie واقع شده‌است.

## خصوصیات
شهرستان وودروی-سولانژ ۱٬۰۱۹٫۷۰ کیلومترمربع مساحت و ۱۳۹٬۳۵۳ نفر جمعیت دارد.